# Iluzije tijekom leta
 Iluzija  (ili privid) je pogrešan, izobličen opažaj izvjesnih objekata ili pojava u  stvarnosti, uvjetovan nekim objektivnim ili subjektivnim čimbenicima. 
Ljudska čula su kroz evoluciju prilagođena za funkcioniranje na Zemlji. Kretanje tijekom leta, (zbog naglih promjena ubrzanja, položaja letjelice, letenje u složenim meteorološkim uvjetima, kroz oblake i noću itd.), naša čula često primaju pogrešne podražaje koji uvijek ne odražavaju realno kretanje zrakoplova, što izaziva dezorijentaciju i senzorne iluzije. Te iluzije mogu biti veoma opasne za pilota. Zbog pogrešne interpretacije realne stvarnosti, piloti donose i pogrešne odluke u upravljanju zrakoplovom, što može završiti katastrofom.

## Mehanizam nastanka
Čovjek koji je prilagođen za život na Zemlji izložen je sili gravitacije od 1 G. Tijekom leta u zračnom prostoru sila gravitacije se mijenja i na njegov organizam djeluje u različitim pravcima, što nije u skladu s iskustvima koje je stekao na Zemlji, izazivajući kod pilota pogreške u percepcije - pojavu iluzija. U svakodnevnoj letačkoj praksi svi piloti na neko vrijeme doživljavaju ovu pojavu. 
Kao posljedica pojave iluzija nastaju tri vrste fenomena dezorijentacija; 
Tip I: Kada pilot ne prepoznaje poremećaje tijekom leta, ili je zaveden iluzijama, nastaje ozbiljna opasnost po sigurnost zrakoplova, jer on upravljanje zrakoplova gradi na temelju potpuno iskrivljene percepcije. 
Tip II: Kada su pilot i njegovo iskustvo u ozbiljnom sukobu između onoga što on doživljava i prikaza informacija na instrumentima zrakoplova. Ovaj sukob u većini situacija se uspješno rješava i rijetko dovodi do ozbiljnog incidenta. 
Tip III: Nastaje kod otkaza instrumenata uz potpuni gubitaka vizualnog kontakta pilota s okolišem i gotovo uvijek je praćena gubitkom kontrole nad zrakoplovom. 
U svim situacijama kada tijekom leta pilot gubi vizualni kontakt s prostorom u kojem se obavlja let, nastaju uvjeti za pojavu iluzija. Najveći broj iluzija kod pilota nastaje u tijeku: 
- instrumentalnog leta,
- let u složenim meteorološkim uvjetima,
- let noću itd.

Tijekom ispitivanja na zrakoplovima-laboratorijima utvrđeno je da let bez vizualnih orijentira predstavlja neprekidni niz neustaljenih kretanja zrakoplova u sustavu tri koordinate a neprimjetno skretanja se mogu kumulirati i prouzrokovati pojavu iluzija. 
Uvjeti za nastanak iluzija nastaju onog trena kada se javi nepodudaranja između onoga što pokazuju instrumenti s predstavama pilota o onome što on očekuje da se događa u njegovom okolišu. Čvrste uvjetne veze, pri dobro razvijenoj navici čitanja instrumenata, rijetko će u razdoblju odvlačenja pažnje od instrumenata u potpunosti da se naruše, dok će promjene u položaju zrakoplova u tim razdobljima, koje se odražavaju preko vestibularnih i kinestetičkih analizatora, biti signal za usmjeravanje pažnje na aviohorizont (centralni instrument za navigaciju tijekom letenja). 
Ne treba miješati pojam "iluzije u toku leta" i "gubitak orijentacija". Gubitak orijentacija pri iluziji ne mora biti prouzrokovan narušavanjem percepcije već nekritičnim mišljenjem. Iluzija ponekad čak i oštro izražena može da ne dovede do gubitka orijentacija, ako se pilot prema njoj odnosi kritički. Jedan pilot je to ovako opisao: 
Nesigurnost letača u vlastite mogućnosti i nekritično mišljenje ili sumnja u ispravnost instrumenata samo su dopunski psihološki faktori u nastanku iluzija. 
Fiziološki mehanizmi iluzija su različiti i prema njima se vrši i podjela iluzija.
 iluzije koje nastaju u,  instrumentalnom letu su neadekvatna reakcija ne samo jednog čula već predstavlja takav senzorni fenomen u čijoj pojavi sudjeluje kompleks čula: 
- vestibularna,
- vizualna,
- kinestetička.

Ponekad prevladava sudjelovanje jednog čula, dajući ovoj ili onoj lažnoj predstavi određenu dominaciju. U pogledu formi iluzije tijekom instrumentalnog letenja mogu biti raznovrsne, ali se najčešće ističu iluzije navedene u tablici:
| Vrsta iluzija                     | Učestalost javljanja |
| Iluzija lažnog naklona zrakoplova | 44%                  |
| Ilizija suprotnog krijetanja      | 18%                  |
| Iluzija pijenjanja                | 17%                  |
| Iluzija letenja na leđima         | 10%                  |
| Iluzija zaokreta                  | 8%                   |
| Iluzija letenja u spirali         | 8%                   |

### Vestibularne iluzije
Unutarnje uho sastoji se iz dva organa: 
1. Kohlearnog koji služi za primanje zvučnih signala i
2. Vestibularnog, koji je također poznat i kao organ ravnoteže jer služi za prijem nadražaja o kretanju tijela u prostoru, a sastoji se od dvije odvojene strukture;
3. * polukružnih kanala, koji otkrivaju promjene kutnog ubrzanja, i
4. * otolitičkog organa, koji detektira promjene linearnog ubrzanja i gravitacije.

Polukružni kanali i otolitički organ pružaju informacije našem mozgu o položaju tijela i njegovim pokretima. A veza između vestibularnog sustava i očiju pomaže u održavanju ravnoteže i držanju očiju usmjerenih na objekt ( "orijentir") dok se glava kreće ili dok se tijelo rotira. Služeći se brojnim fiksnim "orijentirima" čovjek može lako korigirati sva odstupanja od željenog pravca. Svaka "nesuradnja" između organa vida i vestibularnog aparata igra važnu ulogu u nastanku vestibularnih iluzija. 
Vrste vestibularnih iluzija
- Iluzija kretanja u suprotnom pravcu

Kod ove iluzije pilot ima dojam da se npr. nakon zaokreta udesno nalazi u zaokret ulijevo, iako se on kreće pravo, ili pri zaokret ulijevo pilot ima osjećaj kretanja udesno i ako se kreće pravo. 
- Iluzija penjanje ili poniranja

Kod iluzije penjanja, poslije poniranja pilot ima osjećaj da se ne nalazi u vodoravnom letu, nego da se penje. Dok kod iluzije poniranja, poslije penjanja da se ne nalazi u horizontalnom letu već da ponire. 
- Iluzija naklona

Kod ove iluzije pilotu se čini da se nalazi u naklonu suprotnom od onog u kojem je bio za vrijeme leta. 

### Vizualne iluzije
Vizualna percepcija daje najvažnije informacije da održimo prostornu orijentaciju na Zemlji ili tijekom leta, a posebno kada je tijelo u pokretu. Čak i ptice, rođene da lete, nisu u stanju održavati prostornu orijentaciju i letjeti sigurno kada su lišene vida (zbog oblaka ili magle). 
Samo su slijepi miševi razvili sposobnost da lete bez vizualnog kontakta ali za to posjeduju posebna razvijena osjetila. 
Tijekom leta u složenim meteorološkim uvjetima, i ograničenoj vidljivosti, pilot ima problema s održavanjem prostorne orijentacije, koje prati sljedeća vrsta vizualnih iluzija, koje su inače svojstvene vizualnom letenju: 
- iluzije od svjetlećih orijentira (kada pilot zvijezde prihvaća kao navigacijski signal, a svjetleći signal mu se pričinjava kao zvijezda itd.),
- iluzije nepokretnosti zrakoplova,
- iluzije konture naklona oblaka (koje pilot ponekad smatra kao rub horizonta)[3]

### Kinestetičke iluzije
Proprioceptori su posebni senzori smješteni u koži, mišićima, tetivama, i zglobovima koji igraju vrlo malu ulogu u održavanju prostorne orijentacije u normalnim uvjetima. Draženjem proprioceptori mogu mozgu dati informacije o poziciji našeg tijela ili nekog njegovog dijela u odnosu na neki drugi dio tijela ili podatke o kontaktu između dva tijela, npr. raznim predmetima u okolini koji ga okružuju (pod, zid, stolica, krevet na kome se odmara, itd.). Tijekom letenja njihovim nadražaj stvara se osjećaj da letite pravo, izvodite zaokret ili dolazi do promjene brzine kretanja (usporenja ili ubrzanja).

## Uzroci pojave iluzija
Čimbenici koji doprinose pojavi iluzije su; 
- narušena postupnost u obuci pilota,
- duži prekidi u letenju,
- nepravilan položaj pilota u sjedalu,
- neudobna letačka odjeća i oprema,
- psihosomatski poremećaji; 
  - zamor,
  - akutni razvoj bolesti,
  - malaksalost,
  - loša fizička kondicija,
  - nedostatak kisika itd.

## Epidemiologija
- Federalna uprave za zrakoplovnu statistiku SAD-a pokazuje da je za nastanak izvanrednih događaja u zrakoplovstvu, prostorna dezorijentacija, barem djelomično odgovorna za oko 15% od općeg broja zrakoplovnih nesreća, od kojih većina nastaje u oblacima ili noću, od kojih su 90 posto fatalne.
- Prema studiji iz 2004., prosječno vrijeme do gubitka života pilota nakon otkaza elektronskih instrumenta tijekom leta u oblacima ili kod letenja u instrumentalnim uvjetima je 178 sekundi.
- Ratno zrakoplovstvo SAD-a je nakon analize 633 katastrofa između 1980. i 1989. pokazalo da je prostorna dezorijentiranost kao čimbenik bila u 13%, što je rezultiralo smrću 115 pilota.
- Među katastrofama dominiraju zrakoplovi visokih performansi: od 25 do 30 posto.
- Studija Ratne mornarice SAD-a utvrdila je da se u suprotnosti s općim zrakoplovnim udesima, većina udesa zrakoplova visokih performansi dogodila u svanuće i tijekom leta u vizualnim uvjetima.
- Nastradali piloti su u prosjeku stari 30 godina, s 10 godina u kokpitu i 1.500 sati samostalnog leta ili leta s instruktorom da su u tri mjeseca prije katastrofe imali prosječno 25 naleta, što pokazuje da nema prave zaštite od prostorne dezorijentacije izuzev dobre stručnosti, obuke i iskustva.[4]

## Kako spriječiti dezorijentaciju izazvanu iluzijama
- Svi piloti moraju proći kroz program obuke u kome imaju priliku doživjeti prostornu dezorijentaciju i iluzije (obuka u Baranijevoj stolici, laboratoriju za iluzije ili na posebnoj centrifugi).
- Prije nego leti na vidljivosti manjoj od 3 milje pilot mora proći kroz obuku i stjecanje iskustva u održavanju zrakoplova uz pomoć instrumenta bez obzira na vidljivost.
- Kada leti noću ili u uvjetima smanjene vidljivosti, pilot obvezno mora koristiti letačke instrumente.
- Tijekom noćnog leta pilot mora obavezno koristiti razne uređaje za navigaciju.
- Piloti koji su nedovoljno educirani ne smiju dozvoliti da budu iznenađeni lošim vremenskim uvjetima i moraju izbjegavati letenje bez vizualnog kontakta s okolišem.
- Ako doživi vestibularne iluzije tijekom leta, pilot mora imati povjerenje u instrumente i tada "ne uvažava" senzornu percepciju